# Federació Regional Espanyola
La Federació Regional Espanyola va ser una organització obrera que es va constituir com a secció espanyola de la Primera Internacional en 1870 i en la que convivien dues tendències, la marxisme i la bakunista. Subsistint en la clandestinitat, va acabar per dissoldre's formant-se posteriorment i en la legalitat la Federació de Treballadors de la Regió Espanyola d'influència bakunista.